# 만초천

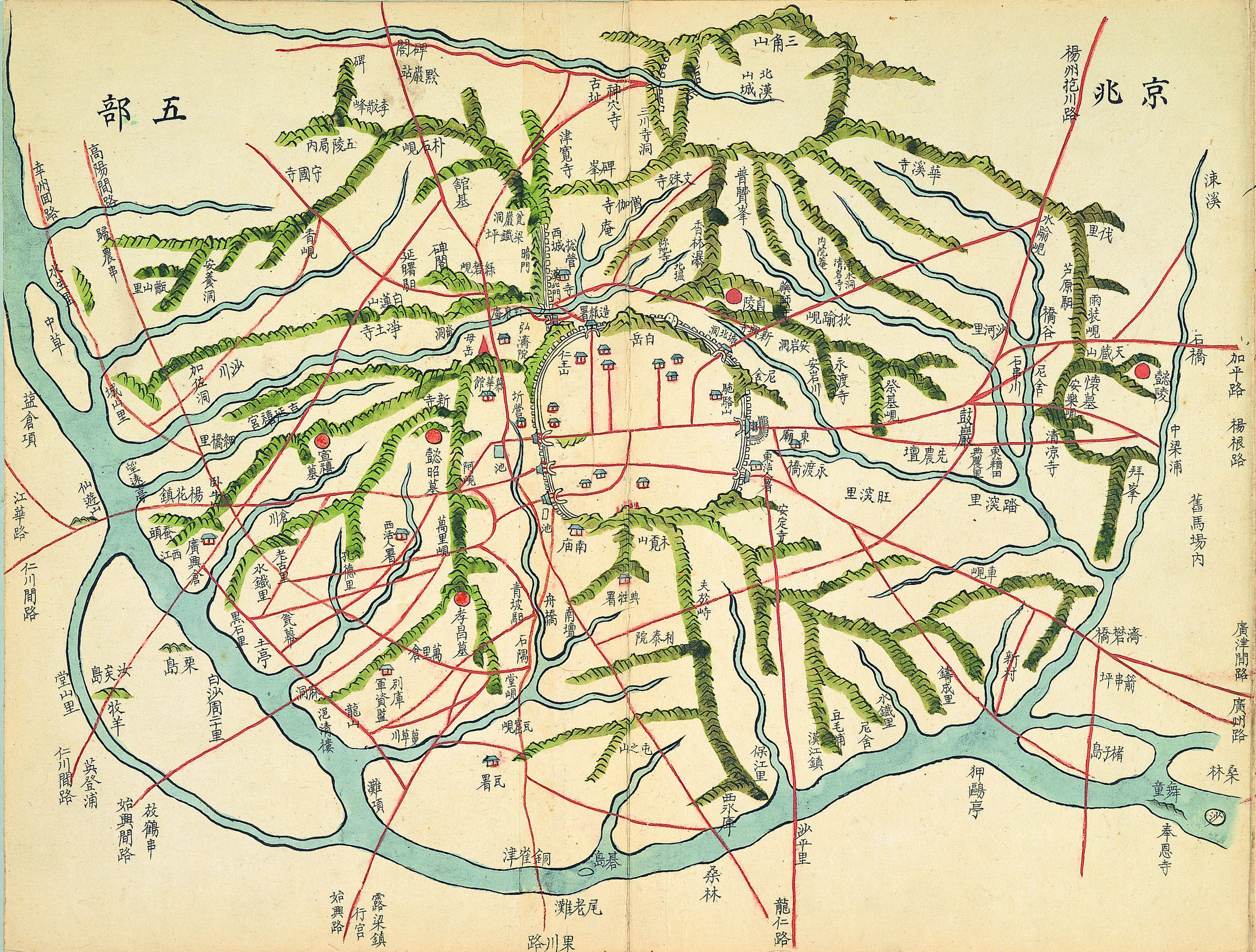
동여도의 경조오부도. 용산 부근 표시된 만초천(蔓草川).

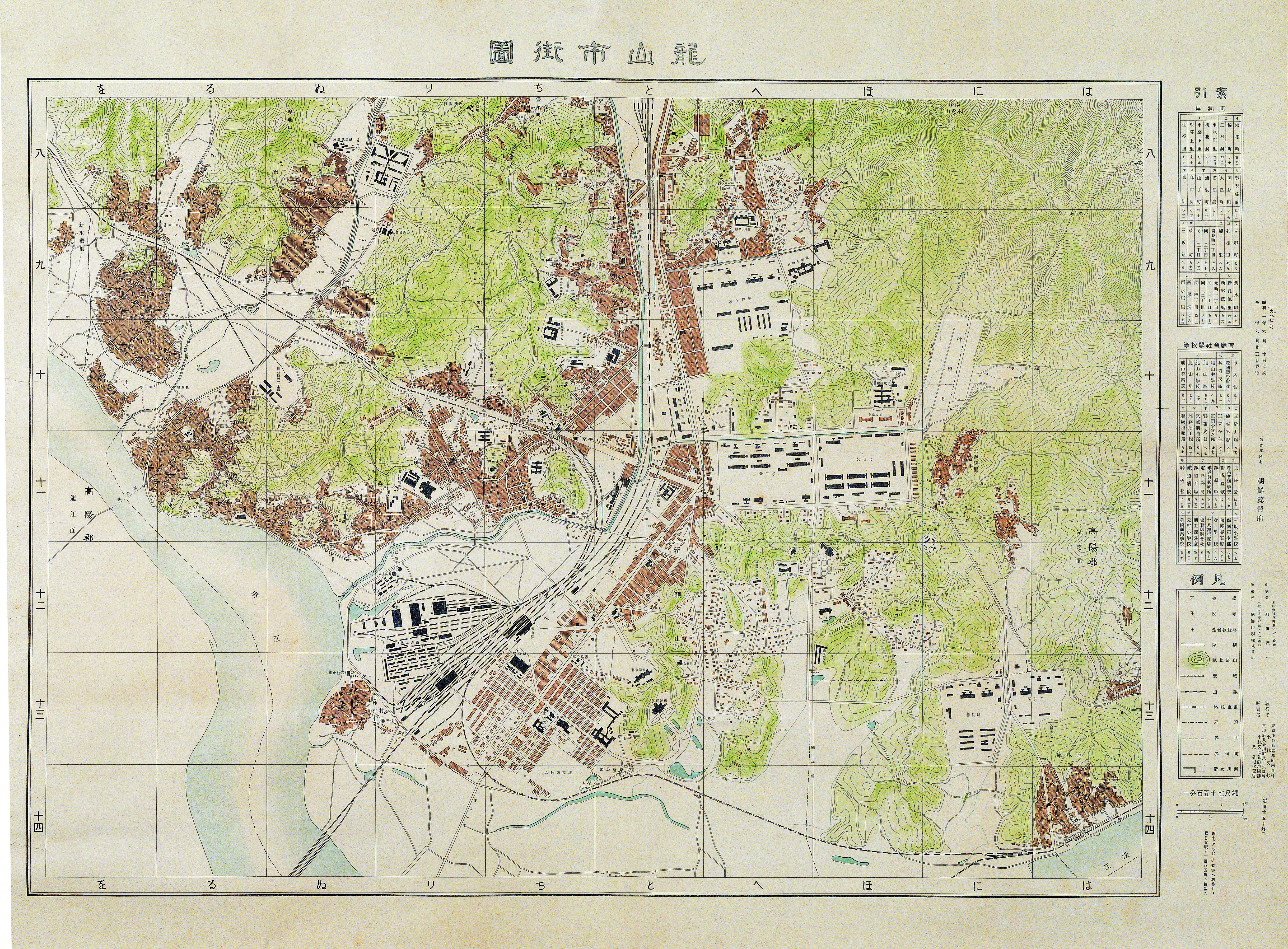
용산시가도 (1927년). 한강 합류 지점에 욱천(旭川)으로 표시된 만초천

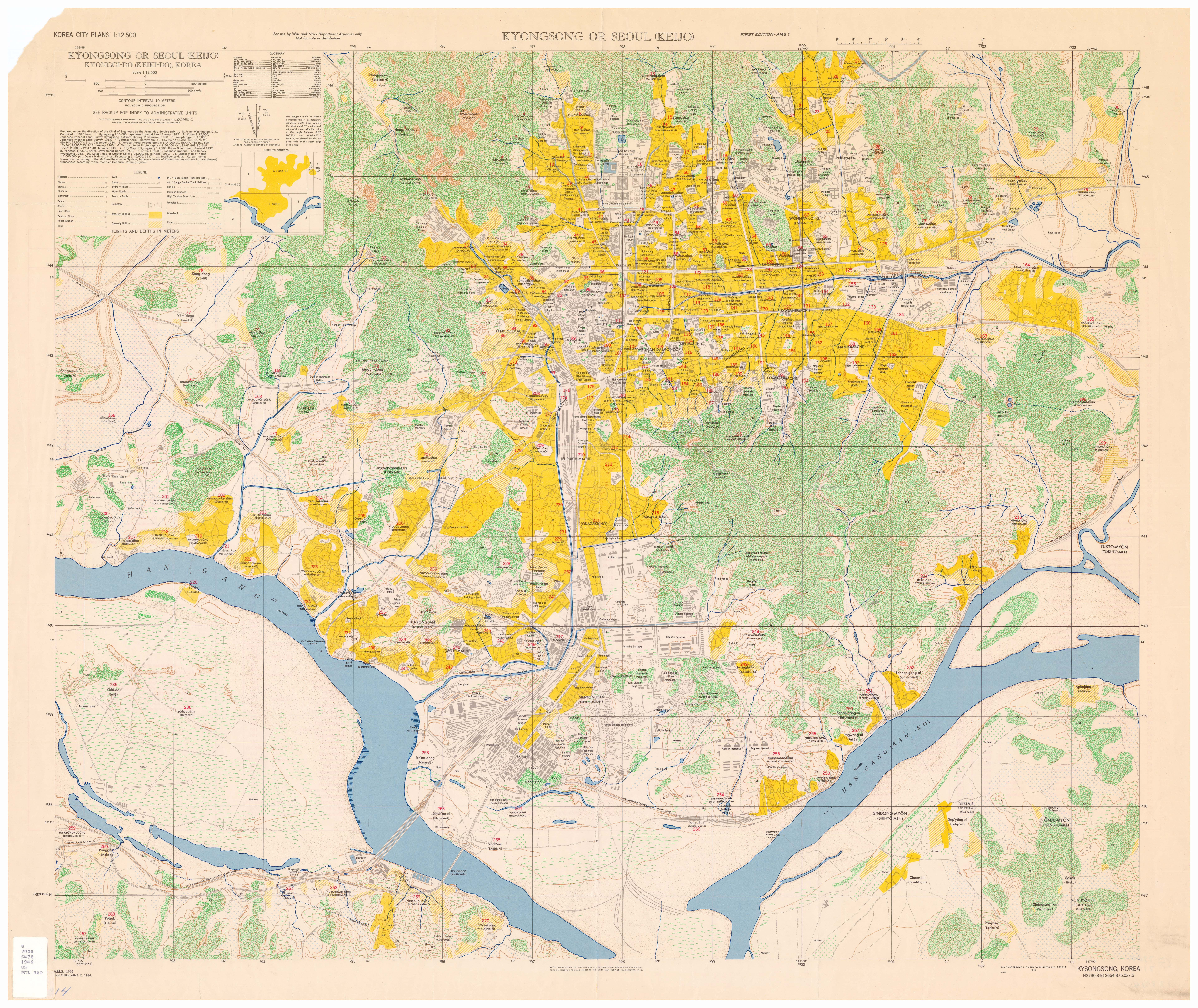
서울 지도 (1946년). 용산 부근 욱천(Uk-ch'on)으로 표시된 만초천.

만초천(蔓草川)은 서울특별시 서대문구 인왕산의 서쪽과 용산구 남산의 남서쪽에서 각각 발원하여 삼각지 인근에서 합쳐진 뒤 한강으로 합류하던 하천이다. 일제 강점기부터 산업화 시기까지는 일본식 명칭인 욱천(旭川, 아사히카와)으로 개칭되어 불렸으며, 달리 무악천(毋岳川), 갈월천(葛月川), 덩쿨내라고도 하였다. 과거 만초천의 게잡이는 용산팔경(龍山八景) 중 하나였다.
현재 이 하천은 남영역에서 용산역 간의 약 150m 구간과, 용산 미군기지 내부 구간을 제외하고는 모두 복개되었다. 만초천으로 방류되는 배수펌프장으로는 용산구 한강로3가 25-2의 용산펌프장, 원효로3가 51-4의 원효펌프장, 한강로1가 77-4의 삼각지펌프장, 문배동 30-81의 문배펌프장이 있다.

## 연혁
- 청일전쟁 이전 : 일본의 용산 점령. 만초천 개수.[6]
- 1914년~ : 한강의 역류를 막기 위한 제방공사 착수.[6]
- 1919년 : 남대문역 개축에 따라 만초천을 경부선 서쪽으로 옮기고, 갈월동에서 삼각지까지의 구간은 지류로 남김.[2]
- 1962년 8월 22일 : 서울역에서 원효로까지의 복개 공사 착수.[2]
- 1967년 8월 15일 : 복개 공사 대체로 완공.[2]
- 1972년 : 만초천을 복개한 부지에 들어선 서소문아파트 준공.[7]

## 과거의 다리
조선 시대 만초천의 다리 목록이다.
- 연적교(硯滴橋) : 옥천동에 있었으며, 개울물을 건너는 곳에 물이 빠지는 구멍이 연적과도 같게 생겼다 하여 이러한 이름이 붙었다.[8]
- 석교(石橋) : 교남동 100번지 북쪽에 있었으며, 대동지지에는 초교(草橋)라고 적혀 있다.[9] 교남동은 이 다리 남쪽에 있는 동네라 하여 명명되었다.
- 경교(京橋) : 충정로1가 90번지 서울적십자병원 앞쪽에 있었으며, 경기감영 창고 인근에 위치하여 이러한 이름이 붙었다.[9] 경교장의 유래가 되었다.
- 신교(新橋) : 의주로1가 106번지 남동쪽에 있었으며, 새로 놓은 돌다리라 하여 이러한 이름이 되었다.[10]
- 이교(圯橋) : 합동 16번지 서소문공원 북쪽에 있었으며, 흙다리[圯] 또는 헌다리라고도 불렸다.[10]
- 염초청교(焰硝廳橋) : 중림동 9번지 남쪽에 있었으며, 염청교(焰廳橋) 또는 염천교(鹽川橋)라고도 불렸다.[10] 염초청은 각 군문(軍門)에서 필요에 의하여 설치하였기 때문에, 추정하건대 이 다리 부근에 염초청이 있어 명명된 것으로 추정된다.[11]
- 주교(舟橋) : 청파동1가 168번지 부근에 있었으며, 청파배다리라고도 불렸다.[10] 《동국여지승람》에는 청파신교(靑坡新橋)로 되어 있고, 《동국여지비고》에는 “청파신교는 숭례문 밖에 있는데 속칭 주교라고 하였다.”라는 기록이 있다.[11] 조선 초기의 문신 성현은 임시로 놓은 다리였던 이 다리를 돌다리로 중건한 것을 1497년 7월에 〈청파석교기〉라는 기록으로 남겼다.[12] 1902년경 경부철도의 부설에 따라 철거 및 방치되다가 사라졌다.[2]